# 902
Năm 902 là một năm trong lịch Julius.